# Il cammino dell'amore
Il cammino dell'amore è il diciassettesimo album di Nino D'Angelo, pubblicato nel 1988.

## Tracce
1. Fantasia – 3:57 (testo: N.D'Angelo – musica: F.Percopo-N.Tortora)
2. Per sempre tua sarò – 3:20 (Nino D'Angelo)
3. Il letto degli amanti – 3:57 (Nino D'Angelo)
4. Piccola mamma – 4:20 (testo: N.D'Angelo – musica: P.Colonna-G.Narretti)
5. Quand'ero bambino – 3:17 (testo: N.D'Angelo – musica: G.D'Alessio)
6. Dint'e mane – 4:04 (testo: N.D'Angelo – musica: E.Malepasso)
7. Meza Canzone – 2:45 (Nino D'Angelo)
8. Il cammino dell'amore – 3:35 (testo: N.D'Angelo – musica: F.Percopo)
9. Mare di carezze – 3:31 (testo: N.D'Angelo – musica: F.Percopo-P.Colonna)
10. Caldo d'inverno – 4:32 (Nino D'Angelo)

Durata totale: 37:18

## Formazione
- Nino D'Angelo - voce
- Nuccio Tortora- Arrangiamenti e direzione d'orchestra
- Gigi Cappellotto - basso
- Claudio Bazzari - chitarra acustica
- Tony Labriola - chitarra elettrica
- Roberto Zanaboni - tastiera, programmazione